# 1640
1640 (MDCXL) a fost un an bisect al calendarului gregorian, care a început într-o zi de duminică.

## Arte, științe, literatură și filozofie
- Pravila de la Govora. Prima culegere de drept în limba română tipărită la Govora, autorul fiind călugărul Mihail Moxa.

## Nașteri
- 8 ianuarie: Elisabeta Dorothea de Saxa-Gotha-Altenburg (d. 1709)
- 22 aprilie: Mariana Alcoforado, călugăriță, scriitoare portugheză (d. 1723)
- 9 iunie: Leopold I, împărat al Sfântului Imperiu Roman de Națiune Germană (d. 1705)
- 21 septembrie: Filip I, Duce de Orléans, fratele regelui Ludovic al XIV-lea al Franței (d. 1701)
- 27 noiembrie: Barbara Palmer, Ducesă de Cleveland, curtezană engleză, metresă a regelui Carol al II-lea al Angliei (d. 1709)
- 6 decembrie: Claude Fleury, avocat, teolog, istoric și pedagog francez (d. 1723)

## Decese
- 22 ianuarie: Erasmus Quellinus cel Bătrân, 59 ani, sculptor flamand (n. 1580)
- 9 februarie: Murad al IV-lea, 27 ani, sultan al Imperiului Otoman (n. 1612)
- 30 mai: Peter Paul Rubens, 62 ani, pictor flamand (n. 1577)